# Agustinillo
Agustinillo (¿?-Tucapel, Chile, 25 de diciembre de 1553 o 1 de enero de 1554) fue un indio yanacona, que sirvió a Pedro de Valdivia en los primeros tiempos de la conquista, acompañando a su señor en el campo de batalla y cayendo con él en el combate de Tucapel, cerca de Cañete, al sur del río Biobío, ante las huestes del caudillo araucano Lautaro.

La referencia más antigua de Agustinillo se encuentra en la obra de Góngora Marmolejo, que respecto de la Batalla de Tucapel indica: 
«[…] Ellos se adelantaron tanto, que sin entendello Valdivia ni oillo, por la mala óden que llevaron en su caminar, no como hombres pláticos de guerra, cayeron en una emboscada. Llegados a ella, los dejaron entrar, y luego que se les mostraron, como los tenian en media cercados por todas partes, los hicieron pedazos, y al uno de ellos cortaron el brazo y se lo echaron a Valdivia en el camino por donde habia de pasar, con su manga de jubon y camisa. El cual Ilegado alli, visto el brazo un yanacona que habia criado y era ya hombre, llamado Agustinillo, le dijo muchas veces que se volviese, y mirase que llevaba poca jente: porque este yanacona entendia la lengua de aquellos indios mejor que otro alguno, diciéndole: “Señor, acuérdate de la noche que peleaste en Andalien”. Mas Valdivia, como era hombre de grande ánimo, lo despreció todo».
 En la que sería su última batalla, fue capturado por los mapuches de Lautaro, mientras Pedro de Valdivia y su capellán, el clérigo Pozo, escapaban a caballo, pero fueron igualmente capturados. Los mapuches despojaron a Valdivia de sus ropas y armas, con excepción de su celada que no pudieron removérsela, ante lo cual mandaron a Agustinillo a quitársela. Mientras Valdivia negociaba su rescate, el clérigo Pozo preparaba una cruz de paja para preparar su muerte y Agustinillo permanecía preso en una primitiva celda, pero uno de los caciques al ver que otros caciques se empezaron a interesar en las ofertas, tomaron a Agustinillo y lo descuartizaron frente a la atónita figura de los dos españoles.